# Burkhard Breig
Burkhard Breig (* 1969) ist ein deutscher Rechtswissenschaftler und Hochschullehrer an der Ostfalia Hochschule für angewandte Wissenschaften.

## Leben und Wirken
Nach dem Abitur 1989 an der Rudolf-Steiner-Schule Wuppertal studierte Breig ab 1990 an den Universitäten Bonn und Bayreuth Rechtswissenschaften. Im Juli 1995 legte er in Bayreuth sein Erstes Juristisches Staatsexamen ab. Anschließend war er bis 1997 als Projektassistent für die Ekosem GmbH in Tula tätig. Nach seiner Rückkehr nach Deutschland leistete er sein Referendariat ab und legte 1999 sein Zweites Staatsexamen ab. Von Mai 2000 bis April 2003 arbeitete Breig als wissenschaftlicher Mitarbeiter am Institut für Osteuropäisches Recht der Universität Kiel. Es folgte eine Beschäftigung als Übersetzer für die russische Sprache bei der Industrie- und Handelskammer Düsseldorf, ab 2005 war Breig als Rechtsanwalt für Wertpapier- und Kapitalmarktrecht bei der Frankfurter Kanzlei Freshfields Bruckhaus Deringer tätig. Im November 2007 wurde Breig mit einer Arbeit über das russische Immobiliarsachenrecht von der Universität Kiel zum Dr. iur. promoviert.
Ab März 2009 hatte Breig die Juniorprofessur für osteuropäisches Recht, insbesondere russisches Recht an der Freien Universität Berlin inne. Nach einer Lehrstuhlvertretung im Sommersemester 2015 erhielt er im Herbst 2015 an der Freien Universität Berlin die ordentliche Professur für Bürgerliches Recht, Handels- und Gesellschaftsrecht und osteuropäisches Recht mit besonderer Berücksichtigung Russlands.
Breigs Forschungsschwerpunkte liegen vor allem im russischen Recht und in dessen Vergleich mit dem deutschen Recht. Unterschwerpunkte bilden insbesondere das russische Zivilverfahrensrecht, das russische internationale Privatrecht sowie das russische Immobiliarsachenrecht. Seit März 2020 ist Breig Professor an der Ostfalia Hochschule für angewandte Wissenschaften - Hochschule Braunschweig/Wolfenbüttel.

## Schriften (Auswahl)
- Eigentum und andere dingliche Rechte an Grundstücken in Russland unter besonderer Berücksichtigung der landwirtschaftlich genutzten Böden. BWV, Berlin 2009, ISBN 978-3-8305-1507-4 (Dissertation).